# Virus de l'o'nyong-nyong
Alphavirus onyong
Espèce
Synonymes
- Onyong-nyong virus (ICTV, 2017)
- O'Nyong-nyong virus (ICTV, 1971)

Alphavirus onyong, appelé virus de l'o'nyong-nyong ou virus o'nyong-nyong est une espèce de virus à ARN monocaténaire de polarité positive (groupe IV de la classification Baltimore) appartenant au genre Alphavirus de la famille des Togaviridae. Apparenté au virus du chikungunya, il s'agit d'un arbovirus transmis par des moustiques du genre Anopheles, notamment les espèces Anopheles gambiae et Anopheles funestus (en). Chez l'humain, il provoque une maladie tropicale appelée o'nyong-nyong, d'un mot d'origine nilotique donné par les Acholi d'Ouganda et du Soudan signifiant « qui casse les articulations ».
Il a été décrit pour la première fois en 1959 lors d'une vaste épidémie en Afrique subsaharienne. 
Il entraine un syndrome aigu fébrile avec arthralgies des genoux, chevilles, mains et pieds, suivies d'un exanthème maculopapuleux associé parfois à un énanthème buccal. 
Il se transmet lors d'une piqûre par le moustique anophèle.